# Ріккард Ракелль
Ріккард Ракелль (швед. Rickard Rakell; 5 травня 1993, м. Стокгольм, Швеція) — шведський хокеїст, центральний/правий нападник. Виступає за «Анагайм Дакс» у Національній хокейній лізі.
Вихованець хокейної школи «Спонга» ІС. Виступав за  «Плімут Вейлерс» (ОХЛ), «Анагайм Дакс», «Норфолк Адміралс» (АХЛ). 
В чемпіонатах НХЛ — 93 матчі (9+26), у турнірах Кубка Стенлі — 16 матчі (2+1). 
У складі молодіжної збірної Швеції учасник чемпіонатів світу 2011, 2012 і 2013.

## Досягнення
- Чемпіон світу 2018.
- Переможець молодіжного чемпіонату світу (2012), срібний призер (2013).